# Окрашивание волос

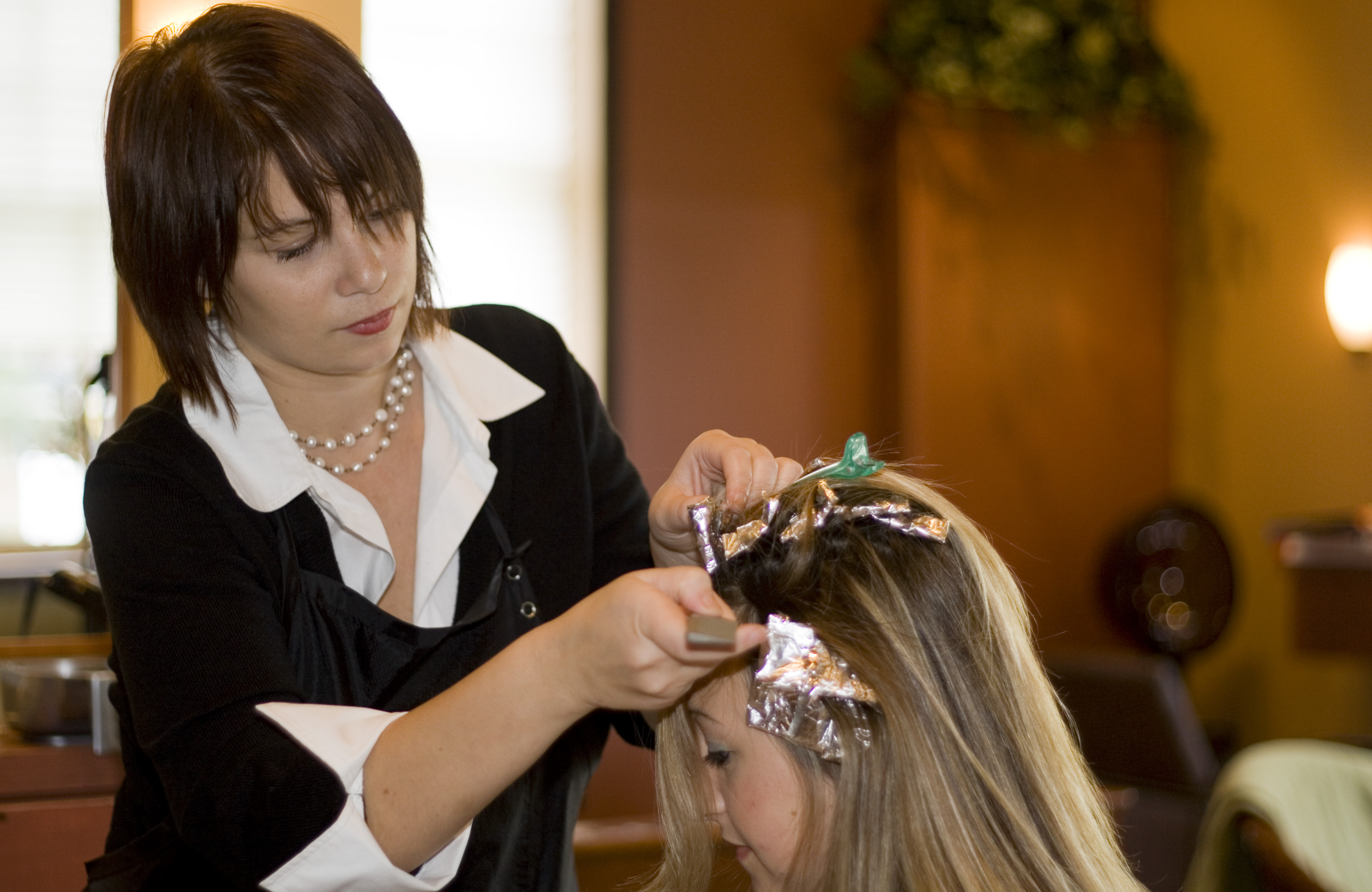
Процесс окрашивания волос

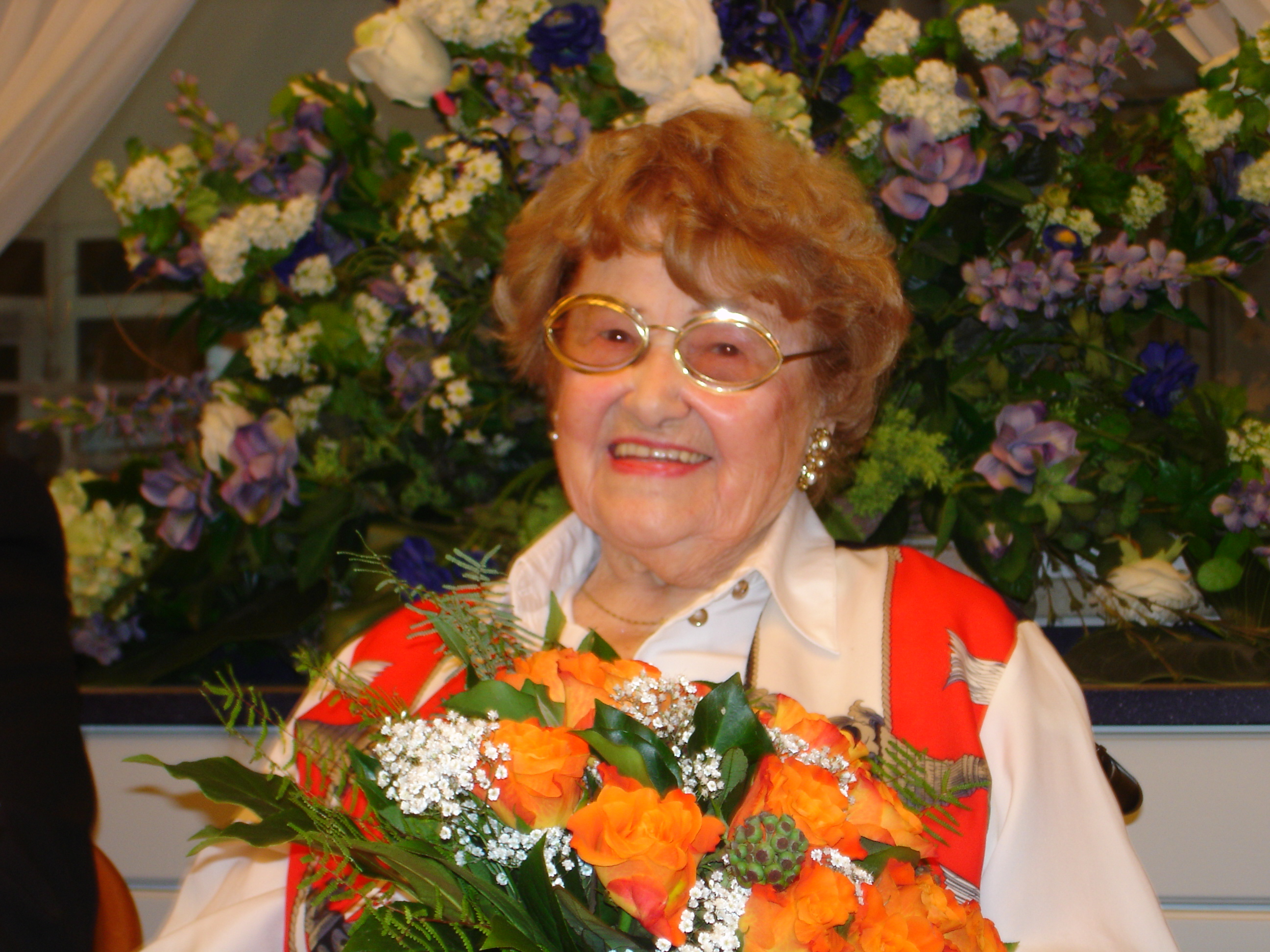
Женщина-долгожительница с окрашенными волосами в свой 100 летний юбилей

Окрашивание волос — нанесение красителя с оксигентом на волосы, для изменения родного цвета или обесцвеченных прядей. Окрашивают волосы с целью скрыть седину, изменить естественный цвет волос (осветление или затемнение), освежить прическу, придать ей граней и визуальный объём, для смены имиджа и т. д.

## Технология окрашивания

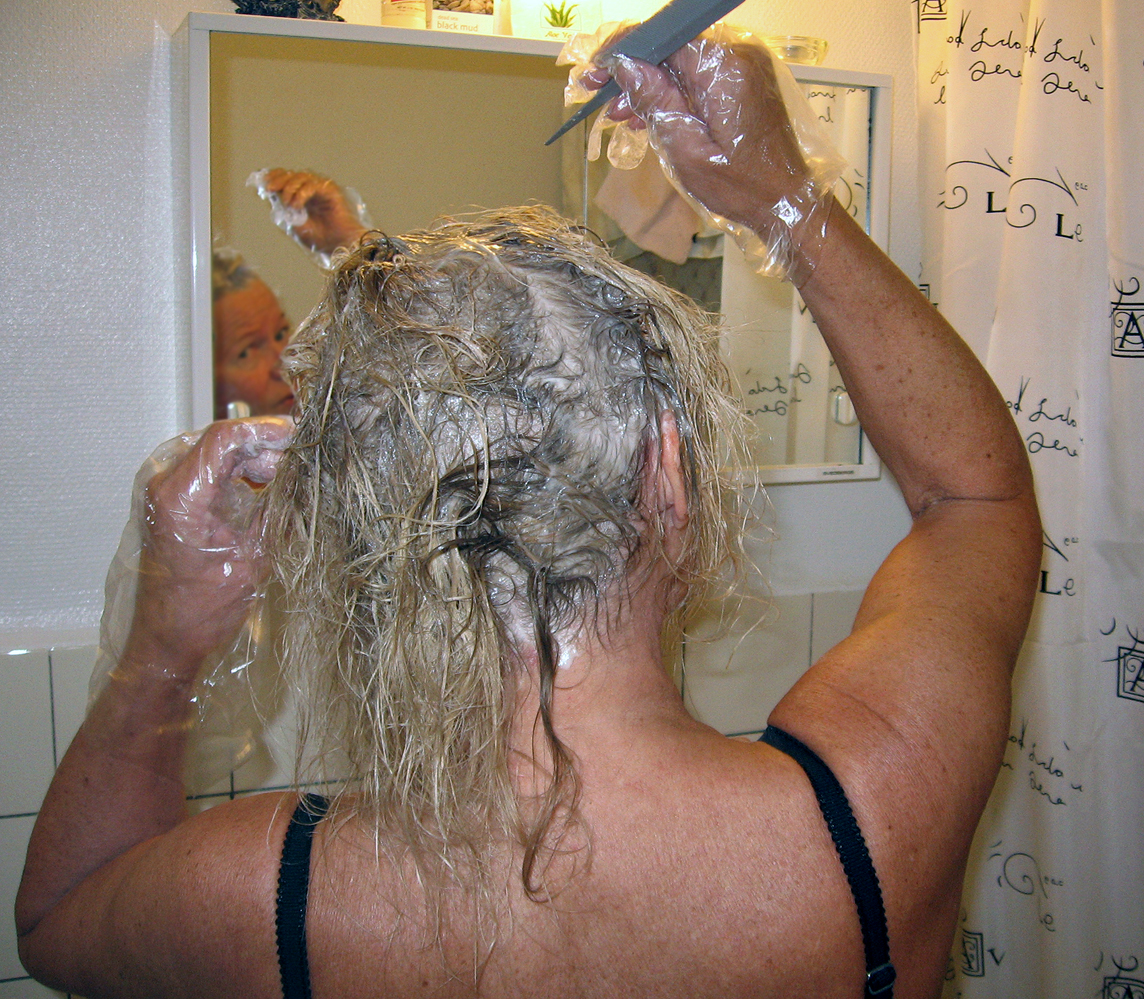
Процесс окрашивания волос

Технология окрашивания достаточно проста — красящий состав наносят на волосы. Но, большое значение имеет механика окрашивания — для каждого типа волос, в зависимости от их состояния и желаемого эффекта, подбирается особенный подход. Это необходимо для сохранения качества полотна волос. При повторном окрашивании сначала часть красящего состава наносится на корни волос. Далее, спустя некоторый промежуток времени, красящую смесь наносят на всю длину волос (технология для нанесения бытового красителя). Подкрашивать волосы таким образом стоит только при использовании стойких красок. Оттеночные средства и полустойкие краски наносятся на всю длину волос. При использовании профессиональных красителей корни и длина окрашиваются отдельно и разными способами.

## История
Волосы окрашивают уже 4000 лет.
Рецепты ассирийских травников датированные 2177 годом до н. э. содержат описания некоторых косметических средств, использовавшихся для этих целей. Ассирийский рецепт советует использовать кассию и лук-порей для окрашивания. Судя по текущим химическим анализам, красители, которые использовались в то время, были довольно стойкими.
Изначально окрашивание волос применялось с целью обозначения особого статуса, положения человека в обществе, либо в сакральных целях.
В Древнем Египте наиболее популярным считался тёмно-коричневый и чёрный цвет волос, ассоциирующийся с властью. Окрашивание волос и создание причёсок не было привилегией простолюдинов. Для того, чтобы сделать волосы темнее некоторые египтяне использовали кайал (смесь сажи и других компонентов) и хну (краску из высушенных листьев лавсонии). Применялись и другие красители природного происхождения с целью добавить к натуральному цвету волос новые оттенки, сделать цвет волос более насыщенным. Некоторые из египтян, включая Клеопатру, чтобы сделать волосы темнее использовали парики.
В Древней Греции утончённый изыск образа подчёркивался пепельными и золотистыми оттенками волос. Для окрашивания использовались ароматизированные порошки с оттеночным эффектом.
В Древнем Риме особо ценились светлые волосы. В стремлении обрести светлые волосы римлянки использовали не только парики, но и специальные средства осветления волос. В красящий состав входили различные травы, айва и зола. Методы осветления волос получили большую популярность после появления в Древнем Риме белокурых германских рабынь, чьи светлые волосы вызывали особую зависть у римлянок. Для осветления волос стали использоваться составы на основе извести, киновари, талька и буковой золы.
Во Франции в 1860-х годах вошло в моду осветление волос.
В 1867 году лондонский химик англ. E. H. Thiellay и парижский парикмахер фр. Leon Hugot продемонстрировали использование пероксида водорода в качестве одного из способов осветления волос.
Усовершенствованные методы осветления на основе пероксида водорода применяется и в настоящее время.

## Виды красителей для волос
По способу взаимодействия с кортексом волоса, по стойкости и носибельности цвета, а также по pH различают ряд красителей (профессиональных и бытовых в том числе):
1. Перманентная краска. Предназначена для глубокого проникновения пигмента в структуру волоса, в основной своей массе такие продукты имеют в составе щёлочи, которые и помогают красителю преодолеть внешний барьерный слой. Перманентная краска применяется для длительного эффекта, для закрашивания седины и стойкого окрашивания (в зависимости от ухода от трех недель свежего цвета). Чем выше pH красителя, тем больше повреждений для волоса, и тем ярче пигментация.
2. Полуперманентная краска (или демиперманентное окрашивание). Такой вид красителя рассчитан на более щадящее окрашивание, менее травматично относится к структуре волоса. Применяют данный вид краски для окрашивания на одном уровне (из 6.0 придать оттенок 6.6), либо для затемнения цвета на пару тонов. Имеют пониженный pH в пределах 8 единиц. Состав включает в себя ухаживающие компонентны, в основном растительного происхождения.
3. Пигменты прямого действия. Продукт низкощелочной, чаще всего используется на обесцвеченные волосы (креативные и яркие оттенки), либо в качестве ингредиента в формуле для нейтрализации жёлтого тона, зелёного и т. д.). Довольно быстро вымываются из волоса — на пористых локонах долго не задерживаются. Пигменты прямого действия предварительно следует тестировать на прядке волос, чтобы приблизительно понимать время выдержки состава.
4. Физические красители (тонирующий краситель). В данном случае состав не проникает в глубокие слои волоса, и не разрушает кутикулярной основы. Применяется в технологии без оксигента, как и пигменты прямого действия. Допускается присутствие в составе более эффективных ухаживающих компонентов, например, таких как коллаген или кератин. Задача этого красителя — слегка придать оттенок волосам, напитать их структуру, преобразить внешний вид шевелюры в более ухоженный, придать гладкость и жизненный блеск.

## Методы окрашивания волос
Популярные методы окрашивания волос это:
- Балаяж
- Шатуш
- Airtouch
- Однотонное окрашивание
- Скрытое окрашивание
- Тонирование
- Элюминирование (ламинирование)
- Колорирование (сложное окрашивание)
- Блики на волосах[3]
- Цветное окрашивание (окрашивание в нестандартные цвета; часто используется среди субкультур, вроде панков, эмо)

### Мелирование
Мелирование — способ окрашивания, при котором осветляются отдельные пряди.
Волосы выделяются определёнными прядями различной формы и толщины или «штопкой», и при нанесении состава изолируются фольгой или термобумагой для окрашивания, каждая прядь отдельно. Раскладки, то есть порядок проборов прядей, разнообразны и основаны на определённых принципах, итоговый результат зависит от фантазии и умения мастера. При мелировании используются обесцвечивающие препараты (порошки, пудры, крема), которые удаляют имеющиеся в волосе натуральные или искусственные пигменты в результате чего происходит осветление. Также могут использоваться краски светлых тонов или в паре, создавая контраст с неокрашенными волосами.

### Блондирование
Блондирование — это осветление волос. Этот процесс проводится перед окрашиванием в более светлый тон или для удаления нежелательного оттенка. Осветление осуществляется при помощи специальных препаратов (блондоранов), в их состав входят щёлочи и компенсирующий оттенок. Обычно цвет смеси голубой, серый, розовый или фиолетовый. Компенсирующий пигмент и его оттенок определяется в зависимости от задачи нейтрализации нежелательного цвета, для достижения светлых тонов. Блондораны смешиваются с окислителями, содержащими пероксид водорода в количестве 1,5, 3, 4, 6, 9 и 12 % (9—12%-е оксигенты допустимы только при однократном выполнении данной операции). Выбор % оксигента (или окислителя) напрямую зависит от состояния волос и желаемого результата. Пропорции смешивания блондоранов с окислителями различны (1:1, 1:1,5, 1:2 и 1:3) и зависят от особенностей препаратов различных марок. Ускорение процесса производится с помощью климазона.

## Осветление волос
Пигменты меланина, которые придают волосам тёмный цвет, могут быть разрушены в процессе окисления. В качестве окисляющего средства ранее использовалась перекись водорода. Для получения щелочного раствора и ускорения реакции её смешивали с аммиаком.
Средства для осветления волос в домашних условиях обычно содержат 6 % раствор перекиси водорода, а профессиональные — до 9 %.
Что касается современной версии обесцвечивания, она отличается большей эффективностью и лояльностью по отношению к структуре волоса. Для этих целей как в бытовых, так и в салонных условиях, применяют обесцвечивающий порошок или пудру.
Осветление волос даёт довольно большие возможности для дальнейшего окрашивания — применяются красители прямого пигмента, тонирующие средства и т. д.

## Риски для здоровья
Было обнаружено, что использование красок для волос связано со многими рисками для здоровья. Например, согласно диссертации, опубликованной в 2017 году, есть веские основания полагать, что окрашивание волос увеличивает риск рака груди. Но следует отметить, что безаммиачные краски для волос позволяют снизить риск побочных эффектов.